# Кућа сликара Ђорђа Крстића у Београду
Кућа сликара Ђорђа Крстића у Београду, у улици Кнегиње Љубице је подигнута око 1890. године и представља непокретно културно добро као споменик културе.
Кућа у којој је живео и радио академски сликар Ђорђе Крстић (1851-1907) подигнута је у стилу академизма 19. века. У специјално грађеном атељеу настала су његова позната дела, те нас ова кућа везује за једног од наших највећих сликара с крајa 19. века. Сачувана у свом првобитном облику, заједно са атељеом, представља једну од ретко сачуваних грађевина ове врсте у Београду.
Са државном стипендијом, Ђорђе Крстић је завршио академију у Минхену. Сликао је иконостасе, историјске композиције, иконе, портрете. У државну службу примљен је 1888. године као наставник цртања. У специјално грађеном атељеу настала су позната дела Ђорђа Крстића, те нас ова кућа везује за једног од наших највећих сликара с крајa 19. века.